# Глубокский дендрологический сад
Глубокский дендрологический сад — парк, памятник природы республиканского значения в городе Глубоком, Витебская область.
Первоначально, дендрарий назывался «Дендрологический парк Глубокского лесхоза», в апреле 1985 года переименован на «Дендрологический сад Глубокского лесхоза» — Дендросад.
Идея создания дендрологического сада возникла в 50-х годах 20-го века; основателем стал Виктор Антонович Ломако.
Проектирование дендрологического сада начал Институт биологии АН БССР  в 1960. Планировалась разместить 158 видов деревянных и кустовых пород.
Дендросад находится в 2,5 км от Глубокого, около деревни Ореховна, на территории 8,2 гектара. В Дендросаду нет плодовых деревьев: 28 % коллекции составляют интродуценты с Дальнего Востока и Азии, также культуры из Северной Америки, Крыма, Кавказа, юго-восточной части Западной Европы.
Сейчас в коллекции дендросада насчитывают 550 видов деревьев, относящихся к 102 родам и 36 семействам. Живая изгородь сада составляет 26 тысяч кустарниковых растений общей протяженностью 4,6 км. По решению Государственного комитета Республики Беларусь по экологии, с 1991 года дендрологический сад является Государственным памятником природы республиканского значения.

## Галерея

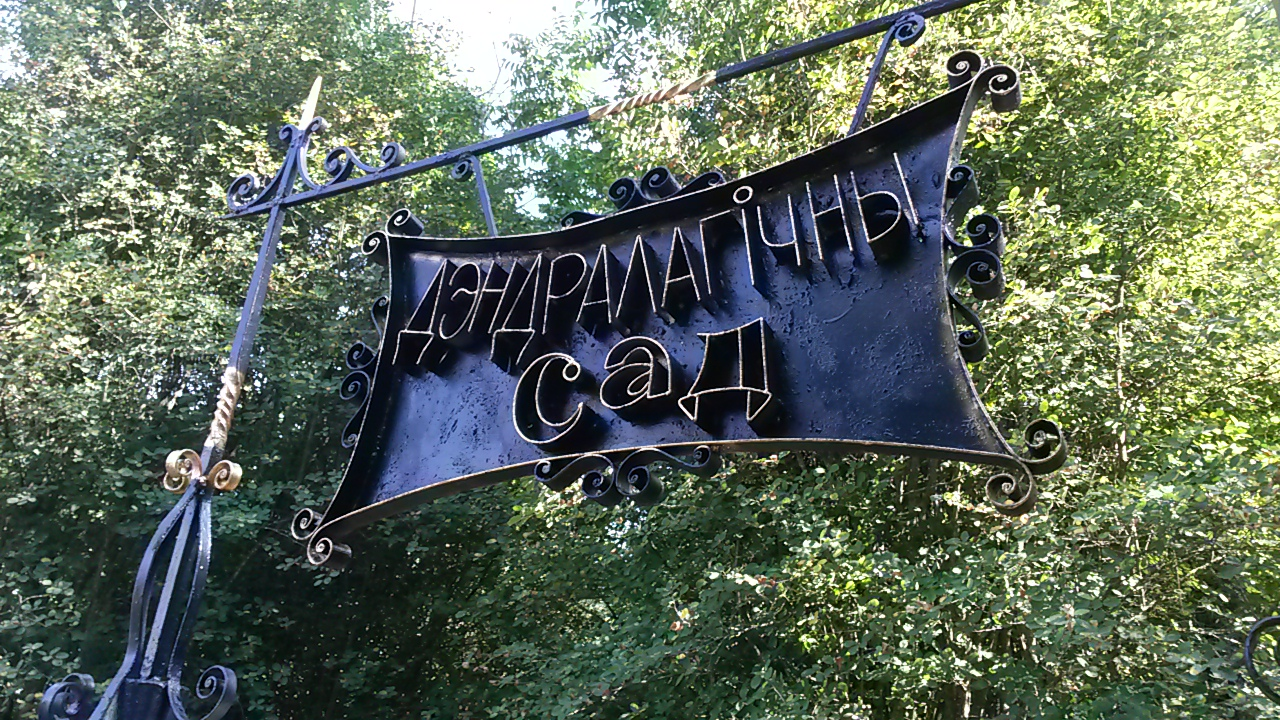
Вывеска у входа в Глубокский дендрарий
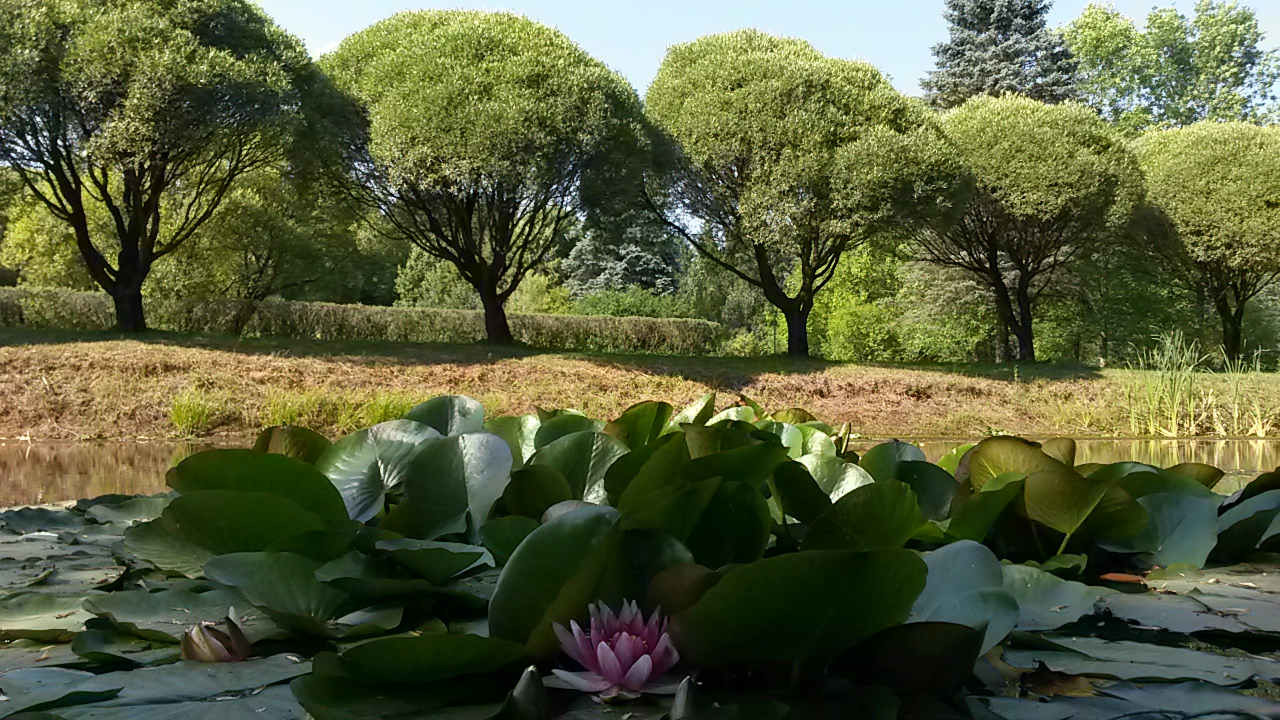
Аллея ив шарообразных, лотосы
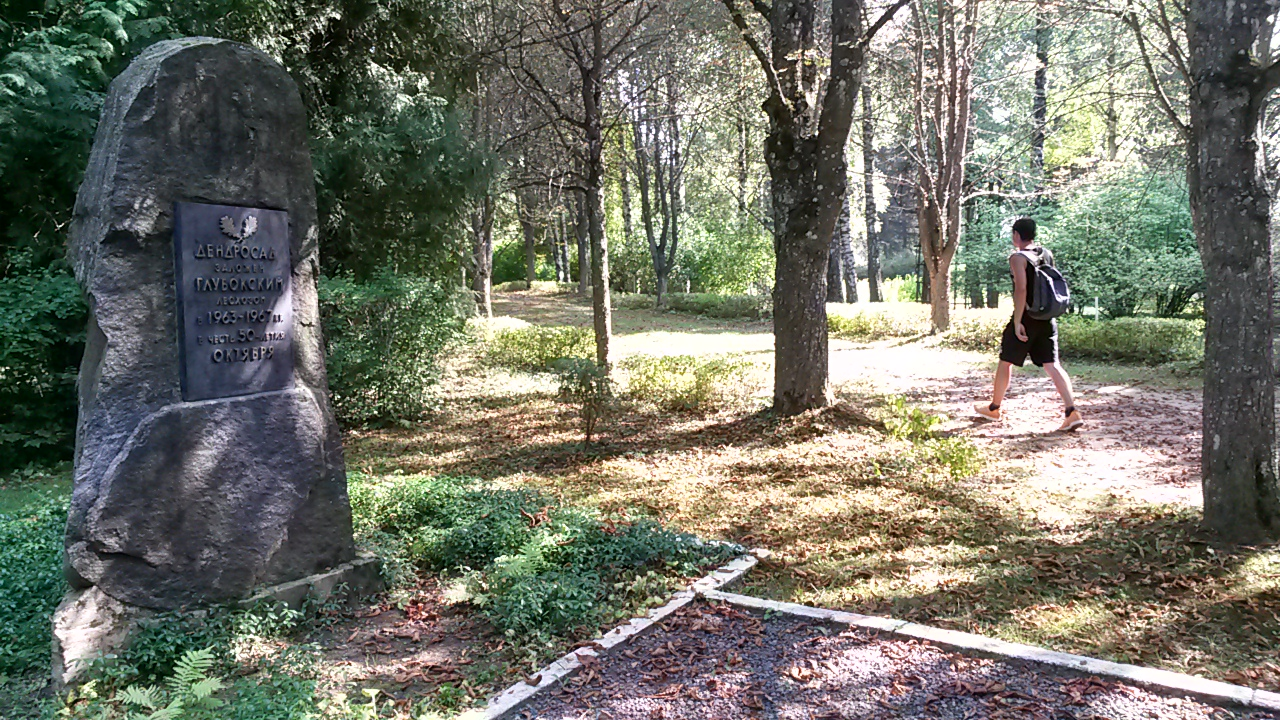
Памятный камень: парк заложенный по случаю 50-летия Большого Октября (1967 год)
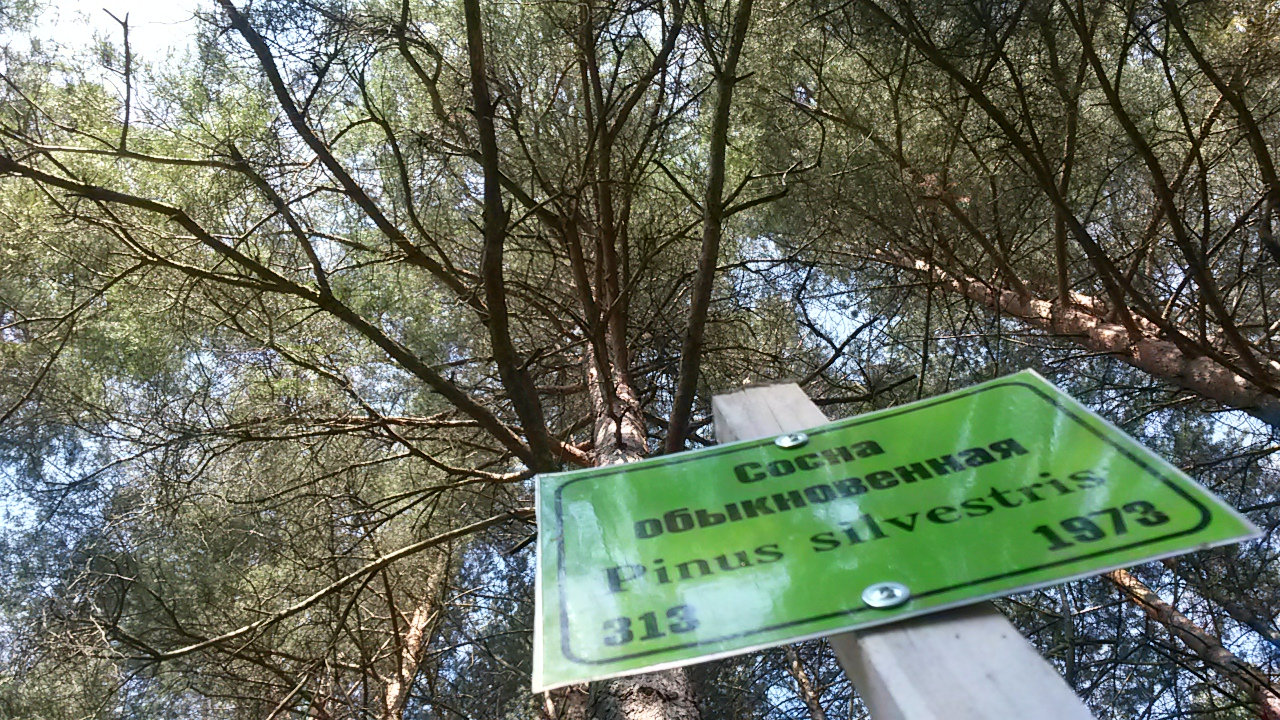
Сосна обычная в Глубокском дендросаду